# Kuri-Gol
Kuri-Gol (perz. قوریگل) je jezero u Istočnom Azarbajdžanu na sjeverozapadu Irana, oko 12 km sjeverozapadno od Bostanabada odnosno 40 km jugoistočno od Tabriza. Smješten je u aluvijalnoj kotlini između krajnjih sjeveroistočnih obronaka Sahanda i okolnih planina na nadmorskoj visini od 1905 m. Jezero ima površinu od 120 ha, dubinu do 5,0 m i zapremninu od tri milijuna m³. Vodom se opskrbljuje prvenstveno pomoću lokalnih izvora i pritoka koji nastaju proljetnim otapanjem snijega, a otječe potokom prema sjeveroistoku. Zbog bioraznolikosti u jezeru i pripadajućim močvarama, dana 23. lipnja 1975. godine Kuri-Gol je proglašen ramsarskim područjem.

## Zemljopis
Kuri-Gol se nalazi na sjeverozapadu Iranske visoravni u tektonskoj kotlini omeđenoj obroncima Baš-Daga (3205 m) na istoku, Kuh-e Kandula (2237 m) na sjeverozapadu, te Sahanda na jugozapadu. Na području jezera prožimaju se dvije geološke strukture − prema vulkanu prevladavaju magmatske stijene, a prema dvjema manjim planinama kambrijsko-trijaske sedimentne stijene. Stratigrafski profil podno jezera sastoji se od blata položenog preko slojeva škriljca. Jezero ima oblik slova T i gornjim se dijelom proteže 2,3 km u smjeru istok−zapad odnosno donjim dijelom duljinom od 1,9 km. Površina Kuri-Gola iznosi 1,2 km², zapremnina 3,000.000 m³, a prosječna dubina 2,5 m. Litoralni pojas prema jugozapadu blagog je nagiba, dok je na ostalim stranama prema planinskim padinama vrlo strmiji. Najbliža naselja koja gravitiraju Kuri-Golu su Imanab-e Džadid (0,5 km jugozapadno), Jusefabad (2,0 zapadno) i Kargan-e Džadid (4,0 km jugoistočno). Uz južnu obalu Kuri-Gola prolaze državna cesta 16 (Ardabil−Tabriz), cesta 32 (Teheran−Tabriz) i autocesta 2 (Teheran−Tabriz), a između prometnica i jezera nalazi se niz odmorišta i rekreacijskih sadržaja.

## Hidrologija
Kuri-Gol se hidrološki i hidrogeološki klasificira pod urmijski slijev, a s jezerom ga povezuju rijeke Dali-Čaj, Kar-Čaj i Talhe-Rud. Uži slijev s Kuri-Golom u žarištu obuhvaća područje od približno 30 km² i njegove razvodnice određene su vrhovima dvaju planina, dvama prijevojima koji ih dijele od Sahanda, te antiklinalama Bojuk-Daga (2956 m) koji predstavlja jedan od sporednih kratera navedenog vulkana. Zapadne razvodnice dijele ga od porječja Udžan-Čaja odnosno južne od porječja Rud-e Saidabada, a obje rijeke pritoci su Talhe-Ruda. Jezerskom kotlinom prevladava snježno-šumska klima (Dsa) s prosječnom godišnjom količinom padalina od približno 300 mm. Jezero se vodom opskrbljuje prvenstveno pomoću jugozapadnih pritoka i sjevernih planinskih izvora, a najveći vodostaj mu je tijekom proljeća. Površina Kuri-Gola u pravilu se zaleđuje koncem prosinca i ostaje pod snijegom tijekom čitave zime.

## Flora i fauna
Kuri-Gol je eutrofno jezero s vrlo izraženom litoralnom vegetacijom na jugu, a močvare obiluju prvenstveno vrstama iz rodova Scirpus i Carex. Fauna jezera uključuje desetke vrsta ptica stanarica i selica među kojima prevladava crna liska (Fulica atra) s 12.500 parova godišnje. Ostale vrste prema broju parova su:
- od 100 do 1000 parova: patka pupčanica (Anas querquedula), krunata patka (Aythya fuligula), bjelokrila čigra (Chlidonias leucopterus), pršljivac (Philomachus pugnax), patka žličarka (Anas clypeata), crnogrli gnjurac (Podiceps nigricollis), vlastelica (Himantopus himantopus), mali žalar (Calidris minuta), zlatokrila utva (Tadorna ferruginea) i prutka migavica (Tringa glareola).
- od 10 do 100 parova: bjelobrada čigra (Chlidonias hybridus), žuta čaplja (Ardeola ralloides), kulik blatarić (Charadrius hiaticula), patka njorka (Aythya nyroca), tankokljuna liskonoga (Phalaropus lobatus), dugonoga prutka (Tringa stagnatilis), debelokljuna čigra (Gelochelidon nilotica), siva štijoka (Porzana parva), vivak (Vanellus vanellus), crvenonoga prutka (Tringa totanus), čakora (Oxyura leucocephala) i ružičasti nesit (Pelecanus onocrotalus).
- do 10 parova: divlja patka (Anas platyrhynchos), crnoprugasti trstenjak (Acrocephalus melanopogon), veliki trstenjak (Acrocephalus arundinaceus), bukavac (Botaurus stellaris), eja livadarka (Circus pygargus), stepski sokol (Falco cherrug), glavata patka (Aythya ferina), utva (Tadorna tadorna), patka kreketaljka (Anas strepera), obična čigra (Sterna hirundo), ćubasti gnjurac (Podiceps cristatus) i riđogrli gnjurac (Podiceps grisegena).

Jezero zimi gubi status stanice selicama s ozbirom da mjesecima biva zaleđeno i prekriveno snijegom. Ostala fauna uključuje 19 vrsta gmazova, jednu vrstu ribe, te na desetke vrsta sisavaca među kojima je i perzijski leopard.

## Poveznice
- Zemljopis Irana
- Popis iranskih jezera